# Goffredo Alessandrini
Goffredo Alessandrini (ur. 9 września 1904 w Kairze, zm. 16 maja 1978 w Rzymie) – włoski reżyser i scenarzysta filmowy. Jeden z czołowych reżyserów czasów Mussoliniego.
Jego kariera rozpoczęła się od współpracy z Alessandro Blasettim, którego był asystentem. Prywatnie był mężem znanej aktorki Anny Magnani.

## Filmografia

### Reżyser
- 1928 – Sole e terra madre
- 1929 – La diga di Maghmod
- 1931 – La segretaria privata
- 1934 – Seconda B
- 1935 – Don Bosco
- 1936 – Cavalleria
- 1936 – Una donna fra due mondi
- 1938 – Pilot Luciano Serra (Luciano Serra pilota, otrzymał Puchar Mussoliniego dla najlepszego filmu włoskiego)
- 1939 – La vedova
- 1939 – Abuna Messias (otrzymał Puchar Mussoliniego dla najlepszego filmu włoskiego)
- 1940 – Il ponte di vetro
- 1941 – Caravaggio, il pittore maledetto
- 1941 – Nozze di sangue
- 1942 – Giarabub
- 1942 – Noi vivi
- 1942 – Addio, Kira!
- 1945 – Kto go widział? (Chi l'ha visto?)
- 1945 – Lettere al sottotenente
- 1947 – Gniew (Furia)
- 1948 – L'Ebreo errante
- 1950 – Amina
- 1950 – Sangue sul sagrato
- 1952 – Czerwone koszule (Camicie rosse)
- 1956 – Pustynni kochankowie (Gli amanti del deserto)
- 1962 – Rumbos malditos
- 1962 – Mate Cosido